# Serge Lifar
Serhij Mychajlovyč Lyfar, noto soprattutto come Serge Lifar (Kiev, 2 aprile 1905 – Losanna, 15 dicembre 1986), è stato un ballerino e coreografo russo naturalizzato francese.
Insieme a George Balanchine, viene considerato uno dei creatori della danza neoclassica. Ebbe notevole importanza per le sue teorie sul balletto, ispirate ai cinque punti fondamentali scritti da Michel Fokine nel 1914, sui quali doveva poggiare il balletto classico del Novecento.

## Biografia
In gioventù, Lifar studiò musica e letteratura; dopo aver assistito a Kiev alle lezioni di Bronislava Nižinskaja, decise di diventare ballerino e divenne allievo della sorella del grande Vaclav Nižinskij; studiò in seguito con Enrico Cecchetti e Nikolaj Legat.
Nel 1922 lasciò la Russia sovietica giungendo a Parigi dove conobbe Sergej Djagilev; il coreografo vista la sua notevole predisposizione, lo mandò a Torino per studiare e migliorare la tecnica con Enrico Cecchetti. Rientrato a Parigi entrò, inizialmente come primo ballerino, ai Balletti russi di Djagilev, di cui diventò amante. Dopo esser stato protagonista nelle versioni di George Balanchine di Apollon Musagète di Igor' Stravinskij nel 1928 e del Il figliol prodigo di Prokof'ev nel 1929, Lifar debuttò lo stesso anno come coreografo con una nuova realizzazione di Renard, sempre di Stravinskij, dimostrando una notevole padronanza nella rappresentazione scenica. In questo stesso anno fu accanto a Djagilev quando questi morì a Venezia.
Più tardi fu premier danseur Étoile, coreografo e, dal 1929 al 1945, chiamato da Jacques Rouché, anche direttore della compagnia di balletto dell'Opéra de Paris contribuendone al rinnovamento. In quel periodo ha coreografato numerosi balletti tra cui Le creature di Prometeo su musica di Beethoven (1929), L'après-midi d'un faune di Debussy 1935), Les animaux modèles di Poulenc (1942).
Nel 1935, con il balletto Icare, Lifar volle esemplificare le sue teorie sulla danza che egli voleva indipendente da tutte le altre arti, compresa la musica. Il balletto è in realtà un lungo assolo accompagnato soltanto dal ritmo di diverse percussioni, indicate dallo stesso Lifar; privo di musica, è un esempio delle teorie del coreografo sull'emancipazione della danza
La sua ultima interpretazione sulla scena fu in Giselle all'Opéra nel 1956.
Fu anche storico della danza e scrisse diversi libri sull'argomento, illustrandoli personalmente con i suoi disegni.
Morì in Svizzera nel 1986.

## Scritti
- A l'aube de mon destin chez Diaghilew. Sept ans aux Ballets russes, Parigi, Albin Michel, 1949
- Ma vie, Parigi, Julliard, 1965
- Le Manifeste du chorégraphe, Parigi, Étoile, 1935
- La Danse. Les grands courants de la danse académique, Parigi, Denoël, 1938
- Serge Diaghilev, His Life, His Work, His Legend: An Intimate Biography, New York, 1940
- Giselle, apothéose du ballet romantique, Parigi, Albin Michel, 1942
- Pensées sur la danse, Parigi, Bordas, 1946
- Histoire du ballet russe, Parigi, Nagel, 1950
- Traité de chorégraphie, Parigi, Bordas, 1952